# فا دیز ماژور
فا دیز ماژور (انگلیسی: F-sharp major) با مخفف (♯F) یک تنالیته‌ بر پایه نت فا دیز و فواصل آن بر اساس گام ماژور است.

## تعریف
گام فا دیز ماژور شامل نت‌های : فا دیز، سل دیز، لا دیز، سی، دو دیز، ر دیز، می دیز و اکتاو است. این گام دارای شش علامت دیز در سرکلید است.
مینور نسبی آن ر دیز مینور و گام موازی، فا دیز مینور است.

## آثار در فا دیز ماژور
- واریاسیون‌های سمفونیک (فرانک)